# Haapavesi
Haapavesi je obec v provincii Severní Pohjanmaa. Počet obyvatel obce je 7 364 (2010), rozloha 1 048,09 km² (z toho 37,41 km² připadá na vodní plochy). Hustota zalidnění je pak 7,5 obyv./km². Obec je jednotně finskojazyčná.
Haapavesi je známé festivalem folkové hudby, na kterém se prezentují folkoví hudebníci z celého světa.

## Vesnice
Ainali, Aittokylä, Alasydänmaa, Humaloja, Karhukangas, Karsikas, Kirkonkylä, Kytökylä, Käräjäoja, Leppioja, Metsonperä, Mieluskylä, Myllyperä, Ojakylä, Ollala, Rytkynkylä, Salmenniemi, Vaitiniemi, Vatjusjärvi, Vattukylä